# As It Was
As It Was ist ein Lied des britischen Sängers Harry Styles aus dem Jahr 2022.

## Entstehung und Veröffentlichung
Das Lied wurde vom Interpreten selbst, zusammen mit Kid Harpoon und Tyler Johnson, getextet beziehungsweise komponiert. Letztere beiden zeichneten zudem für die Produktion verantwortlich.
Die Erstveröffentlichung von As It Was erfolgte als Single am 31. März 2022. Diese erschien als digitaler Einzeltrack zum Download und Streaming. Am 20. Mai erschien das Lied als Teil von Harry Styles’ drittem Studioalbum Harry’s House, dessen erste Singleauskopplung es ist.

## Inhalt
Das Lied beginnt mit einer Sprachnotiz von Styles’ fünfjährigem Patenkind Ruby, der Tochter des Regisseurs Ben Winston. Der Text handelt von Veränderung, Selbstfindung und dem Umgang mit Verlust. Styles beschreibt den Song in einem Interview als „Metamorphose, Umarmung der Veränderung und des früheren Selbst, Perspektivenwechsel und all das“.
Die Musik von As It Was ist eine Mischung aus Elektro-Rock und Synthiepop, die an die Musik der 1980er-Jahre erinnert. Der Song hat einen eher melancholischen Grundton, der durch die Synthesizer und einem peppigen Sound überdeckt wird.

## Musikvideo
Das von Tanu Muino inszenierte Musikvideo zu As It Was ist eine farbenfrohe Darstellung von Einsamkeit und Loslassen. Es enthält Anspielungen auf den Film Matrix und die berühmten Industriedesigner Charles und Ray Eames.

## Kommerzieller Erfolg

### Chartplatzierungen
Die Single erreichte in mehr als 30 Ländern Platz eins der Charts. In den Vereinigten Staaten war er der am längsten auf Platz eins verweilende Charthit eines britischen Künstlers. Auf Spotify wurde das Lied innerhalb von 24 Stunden am häufigsten von einem männlichen Künstler gestreamt, was ihm einen Eintrag ins Guinness-Buch der Rekorde einbrachte. In Deutschland zählt As It Was zu den erfolgreichsten Dauerbrennern in den Singlecharts.
| ChartsChartplatzierungen       | Höchstplatzierung | Wochen |
| ------------------------------ | ----------------- | ------ |
| Deutschland (GfK)              | 1 (90 Wo.)        | 90     |
| Österreich (Ö3)                | 1 (87 Wo.)        | 87     |
| Schweiz (IFPI)                 | 1 (121 Wo.)       | 121    |
| Vereinigte Staaten (Billboard) | 1 (61 Wo.)        | 61     |
| Vereinigtes Königreich (OCC)   | 1 (102 Wo.)       | 102    |

| ChartsJahrescharts (2022)      | Platzierung |
| ------------------------------ | ----------- |
| Deutschland (GfK)              | 6           |
| Österreich (Ö3)                | 3           |
| Schweiz (IFPI)                 | 2           |
| Vereinigte Staaten (Billboard) | 2           |
| Vereinigtes Königreich (OCC)   | 1           |

| ChartsJahrescharts (2023)      | Platzierung |
| ------------------------------ | ----------- |
| Deutschland (GfK)              | 25          |
| Österreich (Ö3)                | 17          |
| Schweiz (IFPI)                 | 8           |
| Vereinigte Staaten (Billboard) | 15          |
| Vereinigtes Königreich (OCC)   | 9           |

| ChartsJahrescharts (2024)    | Platzierung |
| ---------------------------- | ----------- |
| Schweiz (IFPI)               | 68          |
| Vereinigtes Königreich (OCC) | 68          |

### Auszeichnungen für Musikverkäufe
| Land/Region                  | Auszeichnungen für Musikverkäufe (Land/Region, Auszeichnung, Verkäufe) | Verkäufe   |
| ---------------------------- | ---------------------------------------------------------------------- | ---------- |
| Australien (ARIA)            | 12× Platin                                                             | 840.000    |
| Brasilien (PMB)              | 10× Diamant                                                            | 1.600.000  |
| Dänemark (IFPI)              | 3× Platin                                                              | 270.000    |
| Deutschland (BVMI)           | 3× Gold                                                                | 600.000    |
| Frankreich (SNEP)            | Diamant                                                                | 333.333    |
| Griechenland (IFPI)          | Diamant                                                                | 100.000    |
| Italien (FIMI)               | 5× Platin                                                              | 500.000    |
| Kanada (MC)                  | 8× Platin                                                              | 640.000    |
| Mexiko (AMPROFON)            | 2× Diamant                                                             | 1.400.000  |
| Neuseeland (RMNZ)            | 6× Platin                                                              | 180.000    |
| Österreich (IFPI)            | 2× Platin                                                              | 60.000     |
| Polen (ZPAV)                 | Diamant                                                                | 250.000    |
| Portugal (AFP)               | 9× Platin                                                              | 90.000     |
| Schweden (IFPI)              | 2× Platin                                                              | 160.000    |
| Schweiz (IFPI)               | 4× Platin                                                              | 80.000     |
| Spanien (Promusicae)         | 6× Platin                                                              | 360.000    |
| Südafrika (RISA)             | Platin                                                                 | 20.000     |
| Ungarn (MAHASZ)              | 8× Platin                                                              | 32.000     |
| Vereinigte Staaten (RIAA)    | 6× Platin                                                              | 6.000.000  |
| Vereinigtes Königreich (BPI) | 5× Platin                                                              | 3.000.000  |
| Insgesamt                    | 1× Gold · 78× Platin · 15× Diamant ·                                   | 16.515.333 |

Hauptartikel: Harry Styles/Auszeichnungen für Musikverkäufe